# Theodosiopolis in der Osrhoene
Theodosiopolis war eine antike Stadt in der Osrhoene an der Stelle des heutigen Raʾs al-ʿAin in Syrien.
Sie lag etwa 40 Meilen von der Festung Dara entfernt, wurde von Theodosius I. 383 zur Stadt erhoben und von Justinian I. weiter befestigt. Theodosiopolis war mehrmals Schauplatz von Kämpfen zwischen dem Sassanidenreich und Ostrom und Sitz eines Bischofs (vgl. auch Prokopios, De aed., 2,6,13ff.). 